# Тойгонбаев, Абдувал
Абдувал Тойгонбаев, другой вариант имени — Абдувап (кирг. Абдувап Тойгонбаев; род. 1931 год, село Кыргыз-Ата, Наукатский район, Киргизская АССР) — колхозник, бригадир колхоза имени Тельмана Наукатского района Ошской области, Киргизская ССР. Герой Социалистического Труда (1973).

## Биография
Трудовую деятельность начал в колхозе имени Тельмана Наукатского района. С 1962 года — бухгалтер, с 1967 года — бригадир табаководческой бригады. В 1972 году вступил в КПСС.
В 1972 году бригада Абдувала Тойгонбаева вырастила высокий урожай табака. Указом Президиума Верховного Совета СССР от 15 декабря 1973 года «за большие успехи, достигнутые во Всесоюзном социалистическом соревновании, и проявленную трудовую доблесть в выполнении принятых обязательств по увеличению производства и продажи государству зерна, картофеля, сахарной свёклы и других продуктов земледелия» удостоен звания Героя Социалистического Труда со вручением ордена Ленина и золотой медали «Серп и Молот».
Избирался членом ЦК Компартии Киргизии (с 1974 года).
Проживал в родном селе.